# Victor-Henry Debidour
Pour les articles homonymes, voir Debidour (homonymie).
Victor-Henry Debidour, né le 28 janvier 1911 à Rouen, et mort le 14 juin 1988 à Francheville (Rhône),, est un helléniste et écrivain français. Il est essayiste, critique littéraire, critique d'art et traducteur de textes grecs.

## Biographie
Élève de la khâgne du lycée Thiers de Marseille puis de l'ENS Ulm, agrégé de lettres, il commence sa carrière comme professeur au lycée de Quimper, attiré en Bretagne par ses camarades Henri Queffelec et Maurice Le Lannou. Nommé ensuite au lycée du Parc à Lyon, il y enseigne le français et le grec en khâgne pendant 33 ans.
Il est connu notamment pour ses traductions d'Eschyle, Sophocle, Euripide et Aristophane. Il choisit ainsi de traduire, quand ils lui paraissent significatifs, les noms des personnages : Philocléon et Bdélycléon, dans Les Guêpes, deviennent respectivement Chéricléon et Vomicléon. Dans le même esprit, il choisit de rendre le dialecte des Spartiates de Lysistrata par des provençalismes. La verdeur de sa traduction d'Aristophane est saluée par la critique qui note qu'« il a su partout rendre ce mélange de familiarité, d'obscénité et de poésie qui donne à l'original une saveur et une puissance jamais égalées ».
Il est également professeur à l'Institut d'études politiques de Lyon. Il rend compte des livres parus dans Le Bulletin des lettres dont il est rédacteur en chef.
Il reçoit le Grand prix catholique de littérature en 1962 et le Grand prix de la critique et de l'essai de la ville de Paris en 1982.
Il semble avoir été sensible un temps aux thèses défendues par le mouvement d'Action française et par le maréchal Pétain, restant pourtant proche d'anciens élèves engagés dans des camps opposés. Après la guerre, il apporta une collaboration régulière à Courrier 50, une publication mensuelle éditée par les partisans du « comte de Paris ».
Il était membre de la Société historique, archéologique et littéraire de Lyon et il était entré en 1971 à l'Académie des sciences, belles-lettres et arts de Lyon.

## Œuvres
- Saveur des Lettres . 1946. Paris : Plon.

- Prix Bordin 1947 de l’Académie française
- Le miroir transparent. 1947. Paris : H. Lardanchet.
- La sculpture bretonne. Étude d'iconographie religieuse populaire. 1953. Rennes : Plihon ; réédition Ouest France 1981.
- Rivarol, écrits politiques et littéraires choisis et présentés. 1956. Paris : Grasset.
- Jean Giraudoux. 1958. Paris : Éditions universitaires. (coll. « Classiques du XXe siècle », no 19.)
- Brève histoire de la sculpture chrétienne. 1960. Evreux : Arthème Fayard (coll. « Je sais, je crois »).
- Le Bestiaire sculpté du Moyen Âge en France . 1961. Paris : Arthaud.
- Les trésors cachés du pays niçois. 1961. Paris : Hachette.
- Vézelay. 1962. Paris : Plon.
- Aristophane par lui-même. 1962. Paris : Seuil (coll. « écrivains de toujours »)
- Simone Weil ou la transparence. 1963. Paris : Plon (coll. « La recherche de l'absolu »).
- Méthode d'Olympe Le Banquet (traduction et notes). 1963. Paris : Cerf (coll. « Sources Chrétiennes » no 95)
- Aristophane, théâtre complet. 1965-1966. Paris : Livre de Poche réédition Folio.
- Lyon et ses environs. 1975. Grenoble : Arthaud. (avec Michel Laferrere).  (ISBN 2-7003-0115-3) (BNF 34555030).
- Auvergne. 1976. Grenoble : Arthaud. (avec Bernard Plessy).

- Prix Alfred-Née 1977 de l’Académie française.
- Art de Bretagne. 1979. Paris : Arthaud.

- Prix Biguet 1980 de l’Académie française.
- Les tragiques grecs. 1999. Paris : La Pochothèque.